# L’Hospitalet-du-Larzac
L’Hospitalet-du-Larzac – miejscowość i gmina we Francji, w regionie Oksytania, w departamencie Aveyron. W 2013 roku jej populacja wynosiła 313 mieszkańców. Gmina położona jest na terenie Parku Regionalnego Grands Causses. 